# Alison Borrows
Alison Borrows (16 de septiembre de 1992) es una deportista australiana que compitió en piragüismo en la modalidad de eslalon. Ganó dos medallas de oro en el Campeonato Mundial de Piragüismo en Eslalon, en los años 2013 y 2015.

## Palmarés internacional
| Campeonato Mundial | Campeonato Mundial      | Campeonato Mundial | Campeonato Mundial |
| Año                | Lugar                   | Medalla            | Competición        |
| ------------------ | ----------------------- | ------------------ | ------------------ |
| 2013               | Praga (República Checa) | Medalla de oro     | C1 por equipos     |
| 2015               | Londres (Reino Unido)   | Medalla de oro     | C1 por equipos     |